# 馬洛尼山
馬洛尼山（Mount Maloney），是南極洲的山峰，位於阿蒙森海岸，處於艾麗斯加德山以北7公里的鮑曼冰川東南面，屬於毛德王后山脈的一部分，海拔高度1,990米，現時由南極條約體系管理。

## 地理位置
‌马洛尼山位于南极洲的阿蒙森海岸，处于艾丽斯加德山以北7公里的鲍曼冰川东南面，属于毛德王后山脉的一部分‌。这座山的海拔高度为1,990米，现时由南极条约体系管理。马洛尼山的地理位置具有特殊性，它不仅在科学研究中具有重要的地位，也是探险家和科学家们关注的焦点之一

## 科学意义
马洛尼山在科学研究中的重要性主要体现在其地理位置和自然环境上。这座位于南极洲的山峰，属于毛德王后山脉的一部分，海拔高度1,990米，现时由南极条约体系管理。马洛尼山的地理位置和高度使其成为研究气候变化、冰川移动、生态系统适应极端环境等方面的理想地点。科学家们可以通过对马洛尼山及其周边环境的观察和研究，更好地理解南极洲的气候变化机制、冰川动态以及生态系统如何应对极端条件。此外，马洛尼山作为南极洲的一部分，其研究对于预测全球气候变化、保护极地生态环境、以及了解地球历史和未来具有重要价值

## 登山信息
攀登准备‌：
‌装备‌：需要准备专业的登山装备，包括但不限于专业的登山服装、鞋子、睡袋、帐篷等。特别需要注意的是保暖和防风装备，因为南极的寒冷和强风是极大的挑战。
‌体能训练‌：由于南极的极端环境，良好的体能是必不可少的。提前进行高海拔训练，增强心肺功能和耐力。
‌医疗准备‌：携带足够的医疗用品，包括处理高山病的药物，以及应对紧急情况的装备。
‌团队协作‌：由于环境的严酷性，攀登马洛尼山最好是团队作业。确保团队成员之间有良好的沟通和协作能力。
‌安全注意事项‌：
‌天气监测‌：实时监测天气变化，避免在恶劣天气下进行攀登。
‌保持联系‌：由于南极的一些区域通信不畅，提前与家人和朋友沟通行程安排，确保有人知道你的行踪。
‌环保意识‌：在攀登过程中，严格遵守环保规定，不留下垃圾，保护这一脆弱的生态环境。